# Diocesi di Santos
La diocesi di Santos (in latino Dioecesis Santosensis) è una sede della Chiesa cattolica in Brasile suffraganea dell'arcidiocesi di San Paolo. Nel 2022 contava 1.705.000 battezzati su 1.897.551 abitanti. È retta dal vescovo Tarcísio Scaramussa, S.D.B.

## Territorio

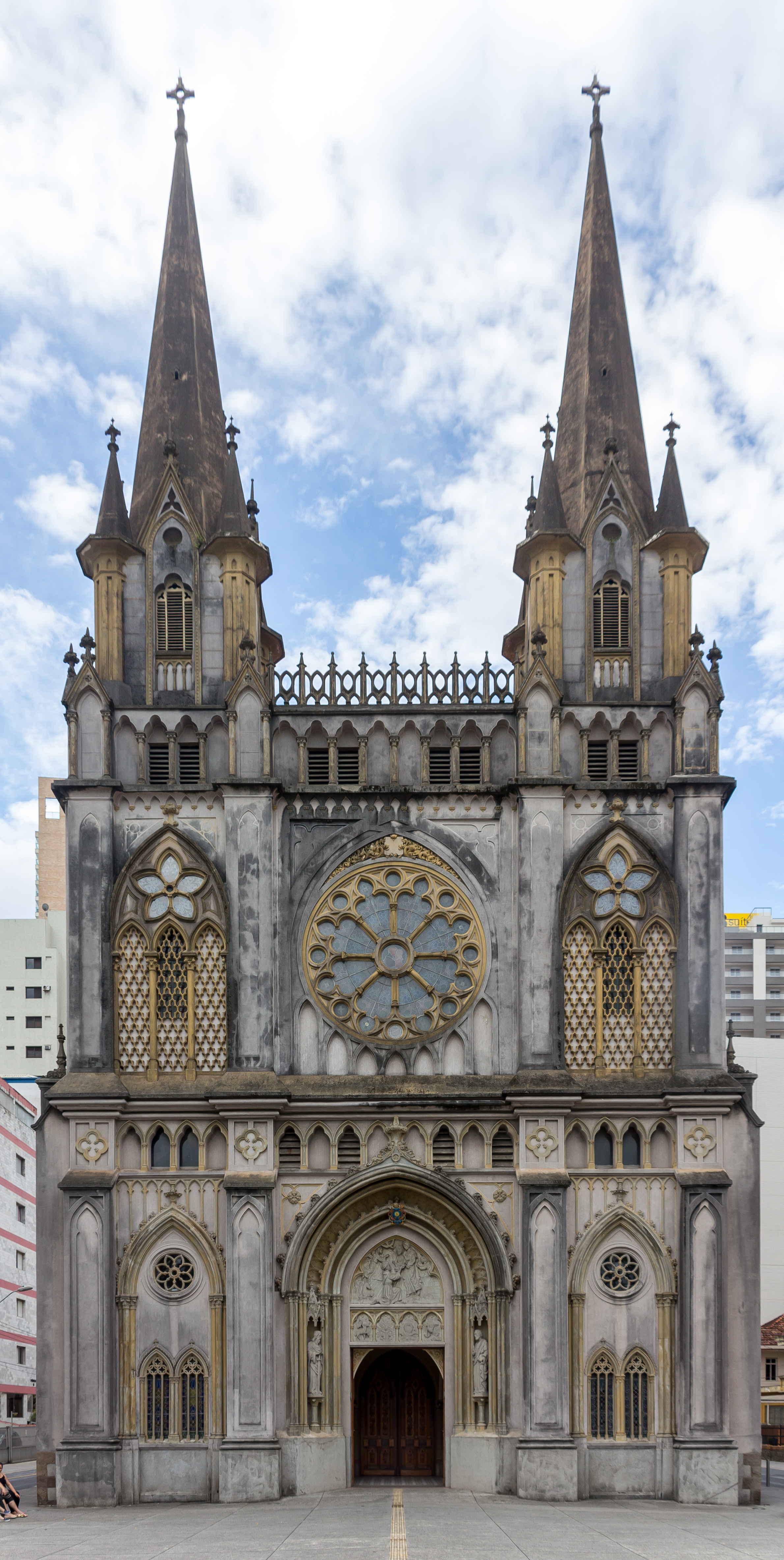
La basilica minore di Sant'Antonio (Santo Antônio do Embaré) a Santos.

La diocesi comprende 9 comuni lungo il litorale nella parte sud-orientale dello stato brasiliano di San Paolo: Santos, São Vicente, Bertioga, Cubatão, Guarujá, Itanhaém, Mongaguá, Peruíbe e Praia Grande.
Sede vescovile è la città di Santos, dove si trova la cattedrale di Nostra Signora del Rosario. Nella stessa città sorge anche la basilica minore di Sant'Antonio (Santo Antônio do Embaré).
Il territorio si estende su una superficie di 2.369 km² ed è suddiviso in 52 parrocchie, raggruppate in 8 regioni pastorali: Centro 1, Centro 2, Orla, São Vicente, Cubatão, Guarujá, Litoral Centro, Litoral Sul.

## Storia
La diocesi è stata eretta il 4 luglio 1924 con la bolla Ubi praesules di papa Pio XI, ricavandone il territorio dall'arcidiocesi di San Paolo e dalle diocesi di Botucatu (oggi arcidiocesi) e di Taubaté.
Il 2 marzo 1968, il 19 gennaio 1974 e il 3 marzo 1999 ha ceduto porzioni del suo territorio a vantaggio dell'erezione rispettivamente delle diocesi di Itapeva, di Registro e di Caraguatatuba.

## Cronotassi dei vescovi
Si omettono i periodi di sede vacante non superiori ai 2 anni o non storicamente accertati.
- José Maria Perreira Lara † (18 dicembre 1924 - 28 settembre 1934 nominato vescovo di Caratinga)
- Paulo de Tarso Campos † (1º giugno 1935 - 14 dicembre 1941 nominato arcivescovo di Campinas)
- Idílio José Soares † (12 giugno 1943 - 21 novembre 1966 dimesso[1])
- David Picão † (21 novembre 1966 succeduto - 26 luglio 2000 ritirato)
- Jacyr Francisco Braido, C.S. (26 luglio 2000 succeduto - 6 maggio 2015 ritirato)
- Tarcísio Scaramussa, S.D.B., succeduto il 6 maggio 2015

## Statistiche
La diocesi nel 2022 su una popolazione di 1.897.551 persone contava 1.705.000 battezzati, corrispondenti all'89,9% del totale.
| anno | popolazione | popolazione | popolazione | presbiteri | presbiteri | presbiteri | presbiteri                | diaconi | religiosi | religiosi | parrocchie |
| anno | battezzati  | totale      | %           | numero     | secolari   | regolari   | battezzati per presbitero | diaconi | uomini    | donne     | parrocchie |
| ---- | ----------- | ----------- | ----------- | ---------- | ---------- | ---------- | ------------------------- | ------- | --------- | --------- | ---------- |
| 1949 | 300.000     | 377.000     | 79,6        | 53         | 25         | 28         | 5.660                     |         | 37        | 227       | 26         |
| 1966 | ?           | ?           | ?           | 95         | 57         | 38         | ?                         |         | 54        | 316       | 35         |
| 1968 | 528.619     | 587.354     | 90,0        | 114        | 55         | 59         | 4.637                     |         | 78        | 309       | 35         |
| 1976 | 731.855     | 813.173     | 90,0        | 67         | 30         | 37         | 10.923                    |         | 48        | 234       | 33         |
| 1980 | 769.000     | 861.000     | 89,3        | 77         | 28         | 49         | 9.987                     |         | 57        | 223       | 38         |
| 1990 | 948.000     | 1.064.000   | 89,1        | 84         | 50         | 34         | 11.285                    |         | 40        | 229       | 42         |
| 1999 | 958.000     | 1.255.000   | 76,3        | 86         | 52         | 34         | 11.139                    | 1       | 34        | 170       | 52         |
| 2000 | 970.000     | 1.273.000   | 76,2        | 80         | 46         | 34         | 12.125                    | 2       | 37        | 202       | 45         |
| 2001 | 1.013.944   | 1.345.949   | 75,3        | 81         | 43         | 38         | 12.517                    | 2       | 42        | 174       | 39         |
| 2002 | 1.022.095   | 1.476.820   | 69,2        | 90         | 52         | 38         | 11.356                    | 14      | 42        | 260       | 41         |
| 2003 | 1.302.511   | 1.530.874   | 85,1        | 69         | 48         | 21         | 18.876                    | 14      | 21        | 260       | 40         |
| 2004 | 1.310.551   | 1.530.874   | 85,6        | 70         | 42         | 28         | 18.722                    | 14      | 28        | 260       | 40         |
| 2010 | 1.464.000   | 1.710.000   | 85,6        | 98         | 51         | 47         | 14.938                    | 24      | 55        | 131       | 42         |
| 2014 | 1.536.000   | 1.794.000   | 85,6        | 90         | 47         | 43         | 17.066                    | 26      | 52        | 115       | 48         |
| 2017 | 1.654.160   | 1.840.760   | 89,9        | 82         | 45         | 37         | 20.172                    | 35      | 44        | 92        | 55         |
| 2020 | 1.692.900   | 1.883.800   | 89,9        | 83         | 47         | 36         | 20.396                    | 32      | 46        | 104       | 54         |
| 2022 | 1.705.000   | 1.897.551   | 89,9        | 84         | 39         | 45         | 20.297                    | 37      | 51        | 100       | 52         |